# Hatherley Brook
Der Hatherley Brook ist ein Nebenfluss des Flusses Severn. Er beginnt bei Up Hatherley und fließt in westlicher Richtung nach Longford, wo er in den Severn mündet.
Ein Teil des Baches bildet einen Abschnitt der Grenze zwischen den Dörfern Longford und Sandhurst, Innsworth und Twigworth sowie Innsworth und Down Hatherley. Der Hatherley ist durch einen Kanal unter den Straßen A38, A40 und M5 hindurchgeführt.

## Verlauf
Der Bach beginnt in einer städtischen Umgebung in Up Hatherley, Cheltenham, und fließt dann in Richtung Nordwesten, vorbei am Government Communications Headquarters und in Richtung Staverton. An diesem Punkt beginnt er nach Westen zu fließen und tritt in ein ländlicheres Gebiet ein.
Auf seinem weiteren Weg nach Westen durchquert der Hatherley Brook die Dörfer Down Hatherley, Innsworth und Longford, bevor er seine Mündung in den East Channel des Severn erreicht.

## Überschwemmungen
Die Umweltbehörde überwacht den Hatherley Brook, um Hochwasserrisiken wirksam zu bekämpfen. An der Station in Sandhurst zum Beispiel werden die Wasserstände genau beobachtet, um die örtliche Bevölkerung rechtzeitig vor Hochwasser zu warnen.